# パンクラース・ベッサ
パンクラース・ベッサ （Pancrace Bessa、1772年1月1日 – 1846年6月11日）は、フランスの博物画家である。特に植物画で知られている。
パリで生まれた。有名な版画家ヘーラルト・ファン・スパーンドンクと植物画家ピエール＝ジョゼフ・ルドゥーテに学び、彼らの植物画の技法を受け継いだ。1806年から1831年の間、パリの芸術アカデミーの公式展覧会、サロン・ド・パリに常に出品した。果物と花を題材にするのを好み、時に鳥や動物を描いた。1816年にシャルル10世の義理の娘、ベリー公爵夫人マリー・カロリーヌの庇護を受け、ベリー公爵家の家族に水彩画を教えた。フランス王室の有名な水彩植物画のコレクション “Velins du Roi” のためにも多くの絵を描いた。
版の表面に微細な点刻をほどこして、色合いや諧調を施す、「スティプル技法」を得意とした。1810年から1813年にルドゥーテと『北アメリカの森林樹木誌』（"Histoire des Arbres Forestiers de L'Amerique Septentrionale"）を発表した。1810年から1828年に出版されたデュローネー（Mordant de Launey）とロンシャン（Longchamp）の『素人のための一般標本』（"L'Herbier Général de L'Amateur"）には572の水彩画を描いた。『マルメゾンとナバラの希少栽培植物』（"Description des Plantes Rares Cultivées à Malmaison et à Navarre"）にはルドゥーテの54点の図とベッサの9点の図が用いられた。

## パンクラース・ベッサの博物画

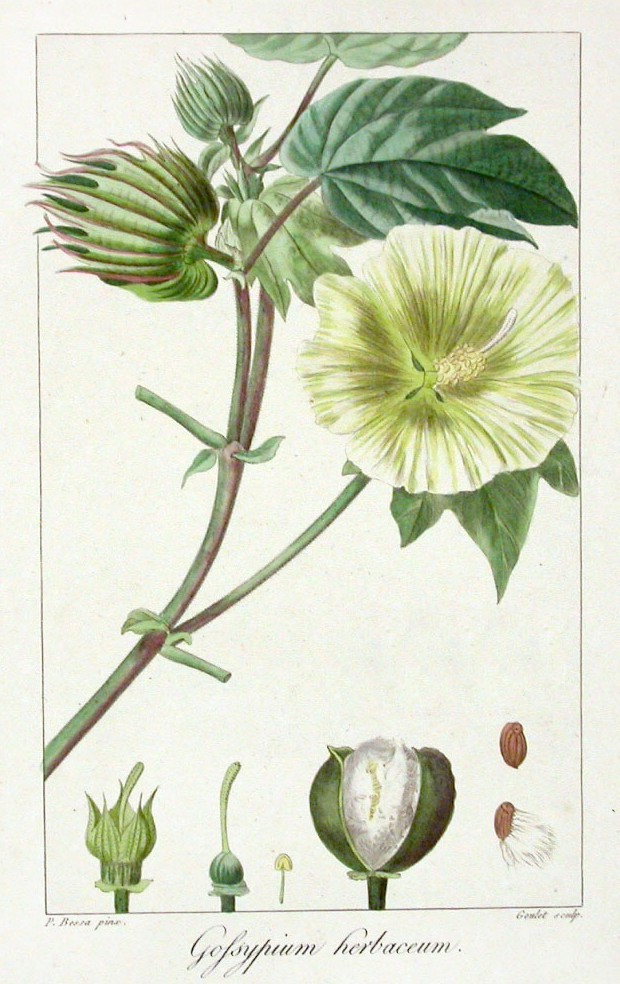
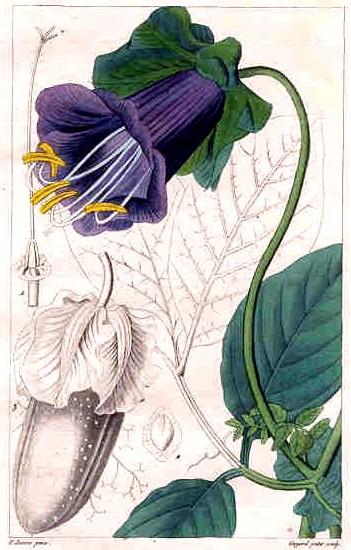
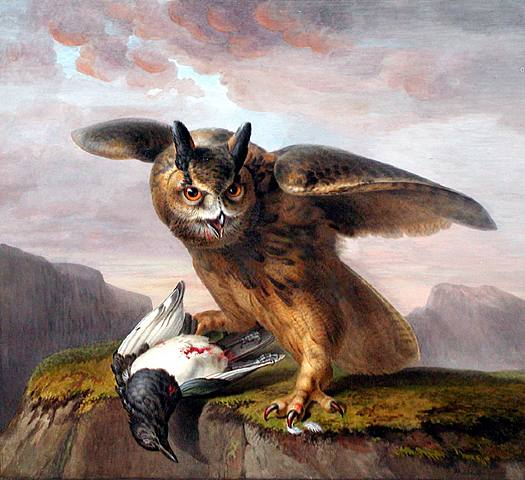
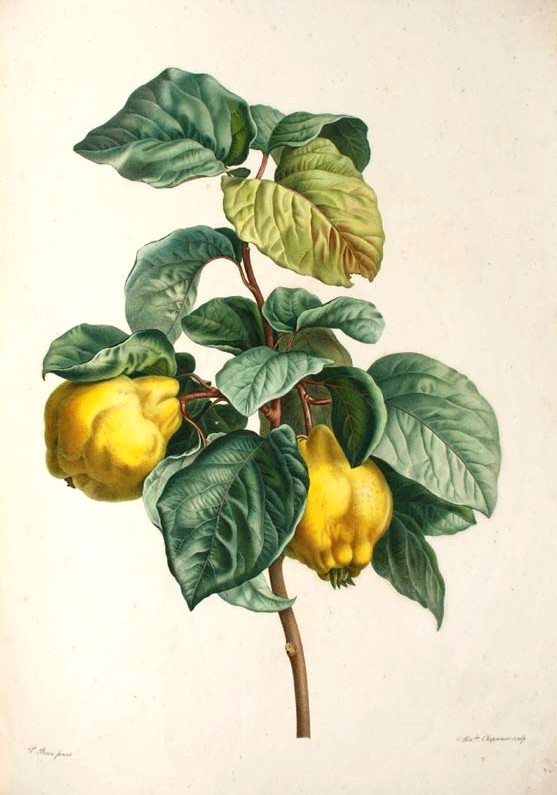